# Victoria nimbosa
Victoria nimbosa är en fjärilsart som beskrevs av Claude Herbulot 1972. Victoria nimbosa ingår i släktet Victoria och familjen mätare. Inga underarter finns listade i Catalogue of Life.